# Infekcja (film)
Infekcja – japoński horror w reżyserii Masayukiego Ochiai nakręcony w 2004.

## Opis fabuły
W Szpitalu Centralnym w Tokio panuje ogromny pośpiech ze względu na nadmiar pacjentów i wyczerpujące się leki. Podczas reanimacji jednego z chorych pielęgniarka przez pomyłkę podaje mu chloran potasu, który powoduje natychmiastową śmierć. Grupka lekarzy, nie chcąc utracić swych posad, aby zatuszować całą sprawę przenosi go do sali nr 1, gdzie poddaje ciało bardzo intensywnemu nagrzewaniu, co przyśpieszyłoby jego rozkład i zlikwidowało ślady chloranu potasu w ciele.
Tymczasem przez miasto gna karetka z mężczyzną w stanie agonalnym z bardzo dziwną, niespotykaną dotąd wysypką. Szpital Centralny odmawia przyjęcia chorego, mimo błagań dobiegających z głośnika radia. W końcu, wbrew sprzeciwom, chory na siłę trafia do szpitala. Przerażeni lekarze stwierdzają u niego roztapianie się organów wewnętrznych i zzielenienie krwi. Tak zaczyna się Infekcja, dzieło grozy autorstwa Masayuki Ochiai. Film odniósł wielki sukces, mimo że nie ma tu duchów, zombie, klątw itd. Według Masayukiego to nie na cmentarzach ani w innych stereotypowo przerażających miejscach rozgrywają się ludzkie dramaty, nie tam umierają ludzie. To dzieje się w szpitalach. Właśnie tam drobna pomyłka może okazać się katastrofalna w skutkach. Szpital to idealne miejsce na horror.
Na rok 2007 zapowiedziana jest premiera hollywoodzkiego remake'u Infekcji. Scenariusz ma opracować Channing Gibson. 